# Kawasaki Ki-60
Le Kawasaki Ki-60 est un avion de chasse japonais expérimental d'avant la Seconde Guerre mondiale qui utilise un moteur DB 601 refroidi par liquide construit sous licence ( Kawasaki ). C'était à l'époque un choix inhabituel car la majorité des avions japonais utilisaient à cette époque des moteurs en étoile refroidis par air.

## Conception et développement
Le Ki-60 est conçu par Takeo Doi et son adjoint Shin Owada de Kawasaki Aircraft Industries (川崎航空機工業株式会社, Kawasaki Kōkūki Kōgyō K.K.)  en réponse à une exigence du Bureau de l'aviation de l'armée impériale japonaise de 1939 voulant un chasseur d'interception lourdement armé propulsé par le moteur V12 inversé Daimler-Benz DB 601 refroidi par liquide, qui est produit sous licence par Kawasaki sous le nom de Ha-40. L'accent est mis sur une vitesse élevée et une bonne vitesse ascensionnelle, ainsi qu'un armement lourd. Il s'agit d'un changement complet par rapport au penchant habituel du service aérien de l'Armée impériale japonaise pour les chasseurs légèrement armés, très maniables et dotés de structures légères, incarnés par le Nakajima Ki-27 et plus tard le Nakajima Ki-43. Au même moment, un besoin est émis pour un chasseur polyvalent plus léger, moins lourdement armé, qui devait être conçu presque parallèlement au Ki-60 ; c'est devenu le Kawasaki Ki-61 Hien. La priorité est donnée au Ki-60, dont la conception commença en février 1940,.
Le premier prototype du Ki-60 apparait en mars 1941 sous la forme d'un monoplan compact, entièrement métallique, avec un fuselage relativement long et des ailes effilées aux extrémités arrondies construites autour d'un système de trois longerons. Le siège du pilote est monté en hauteur au-dessus du longeron arrière, donne au fuselage un profil distinctif en « bosse ». La verrière du cockpit est coulissante et la partie arrière est allongée. Le radiateur est monté sous le moteur avec une longue prise d'air. Le prototype est propulsé par un DB 601A importé d'Allemagne car la production du Ha-40 n'est pas encore commencé. Le réservoir de carburant est de 410 litres,.
L’armement est constitué de deux mitrailleuses Ho-12 synchronisées de calibre 7,103 mm montées sur le fuselage qui sont placées dans une configuration « décalée » (l’arme bâbord légèrement plus en avant que celle à tribord) juste au-dessus du moteur. Un canon Mauser MG 151/20 de 20 mm de fabrication allemande est logé dans chaque aile.
Dès le début des essais en vol, il est évident que la conception présente de sérieux défauts dans plusieurs domaines clés. La distance de décollage est trop longue, tandis qu'en vol, l'avion présente une instabilité latérale et les commandes répondent mal.
La vitesse de pointe prévue est de 600 km/h mais le Ki-60 ne dépasse pas les 548 km/h.
En conséquence, les deuxième et troisième prototypes, qui sont encore en construction, sont modifiés à la hâte pour tenter d'atténuer certaines des caractéristiques les plus indésirables. Environ 100 kg sont supprimés, principalement en remplaçant les canons MG 151 par des mitrailleuses Ho-103. Cela a réduit le poids normal en charge à 2 750 kg. Couplé à une légère augmentation de la surface de l'aile, cela entraine une charge alaire légèrement inférieure de 169,7 kg/m. Les essais en vol sont encore décevants, les deux prototypes modifiés présentant la plupart des défauts du premier. La vitesse de pointe est seulement de 560 km/h, avec une vitesse ascensionnelle est encore bien inférieur aux cahier des charges. À cette époque, le Nakajima Ki-44, qui est également conçu comme un intercepteur, commence à montrer quelques promesses et le Koku Hombu le choisi pour répondre à ses exigences. Dès le début de 1941, toute l'attention de Takeo Doi et Shin Owada est concentrée sur le Ki-61. Le Ki-60 est devenu important dans la mesure où la conception du Ki-61 a pu être améliorée en utilisant les leçons tirées de ses mauvaises performances. La production est arrêtée à la fin de 1941 après la fabrication de trois avions.